# Jacobus Jonæ
Jacobus Jonæ, död 19 november 1662, var en svensk präst.

## Ämbetsgärning
Jonæe blev Karlskoga församlings andra kyrkoherde. Han utnämndes till kyrkoherde. Jonae var son till kyrkoherden Jonas Arvidi i Karlstad. 
Jonæ blev student vid Uppsala universitet 1606 och var från och med 1618 medhjälpare i Karlskoga och Bjurtjärn hos Olaus Johannis Gestricius. Han prästvigdes sedan till ämbetsbiträde åt Olaus Johannis Gestricius, år 1625. Han blev kyrkoherde därstädes två år senare, 1627. Jonæ ska ha blivit till sinnet oredig att han år 1643 suspenderades under en tid, vilket entledigades år 1645.

## Familj
Jonæ var gift med Margareta Sylvia, dotter till Olaus Johannis Gestricius som var hans företrädare som kyrkoherde. Sonen Johan Sylvius adlades med namnet Sylvius.